# Diagrama de bloco
O diagrama de função de bloco, ou do inglês, Function Block Diagram (FBD), é uma linguagem gráfica utilizada em controladores lógicos programáveis. Esta linguagem é descrita por blocos elementares de funções, onde as entradas e saídas são conectadas no bloco por linhas de conexão.
Além disso, é uma das cinco linguagens de lógica ou controle suportadas pelo padrão IEC 61131-3 para um sistema de controle, como um CLP ou um sistema distribuído de controle. As outras linguagens são ladder, texto estruturado, lista de instruções, e gráfico de funções sequenciais.
Também é conhecido por ser uma linguagem gráfica na qual os elementos são interligados de forma semelhante a circuitos elétricos. Permite ao usuário tanto utilizar blocos pré-programados, como por exemplo contadores, temporizadores e lógicas booleanas, quanto criar seus próprios blocos da maneira que lhe for conveniente (encapsulamento). Estes blocos criados podem ser programados em outras linguagens, e os softwares de desenvolvimento geralmente contam com bibliotecas de funções FBD, o que faz com que a linguagem seja extremamente flexível e recomendada.
Principais blocos de funções:
- Blocos biestáveis - Set\Reset;
- Bloco detector de borda;
- Bloco CTU - contador decrescente;
- Bloco TON - temporizador na energização;
- Bloco TOF - temporizador na desenergização;
- Bloco MOV - Movimento de valores;
- Bloco PID - Algoritmo de controle;

Durante a programação, devem ser definidos os parâmetros de entrada e saída e o tipo de bloco utilizado. Vale ressaltar que tanto o bloco quanto as variáveis de saída podem ser chamados em qualquer momento durante a execução do programa.
Temos diferentes tipos de blocos, como por exemplos o biestáveis, ontem temos variáveis de entrada, sejam elas booleanas, inteiros ou outro tipo, e como saída, temos uma booleana, permitindo ou não a passagem do sinal.
Citamos algumas linguagens mais comuns de se ver em blocos, como Ladder, ST, IL e outros, porém há também casos específicos onde temos que fazer a utilização de outras linguagens de programação, como C, para criar blocos para tal execução.